# Intervenções dos Estados Unidos no México
As Intervenções dos Estados Unidos no México foram uma série de posicionamentos e campanhas de guerra do governo americano para defender interesses econômicos e políticos e salvaguardar os cidadãos estadunidenses que residiam no México. O relacionamento dos EUA com o México foi muitas vezes turbulento durante a história. Na época do movimento mexicano da independência e, posteriormente, a participação variou entre os esforços diplomáticos à intervenção militar ativa. Tanto por razões económicas como políticas, o governo dos EUA geralmente apoiaram líderes mexicanos, não importando se conquistaram esse poder legitimamente ou não. Outras vezes, posicionaram-se contra os mesmos. (O Presidente Wilson condenou Victoriano Huerta pelos assassinatos de Francisco Madero e Pino Suarez). Duas vezes durante a Revolução Mexicana, os EUA enviaram tropas para o México. Os EUA haviam ajudado os mexicanos a alcançar a independência e apoiaram Juárez, na queda do imperador Maximiliano, mas também apoiaram ditadores como Porfirio Díaz, enquanto o seu embaixador no México, agindo sem autoridade, conspirou para assassinar Francisco Madero. Os Estados Unidos também enviaram tropas para bombardear e ocupar Veracruz e engajou-se em conflitos transfronteiriços com Francisco (Pancho) Villa e outros.

## Fundo Diplomático
Durante o movimento mexicano de independência, os EUA ajudaram os mexicanos insurgentes em conseguir a independência, utilizando a Doutrina Monroe como a justificativa. No governo de ditadores, como Agustín de Iturbide e Antonio López de Santa Anna, as relações EUA-México se deterioraram. Quando o presidente liberal Benito Juárez chegou ao poder com uma agenda para uma sociedade mexicana democrática, o presidente norte-americano Abraham Lincoln elogiou-o pessoalmente e enviou suprimentos para ajudar Juárez a derrubar o imperador Maximiliano. Este apoio terminou durante a Guerra Civil Americana com o seguinte assassinato de Lincoln. Após a morte de Juárez, o México reverteu para um governo ditatorial sob Porfirio Díaz.
Durante a Revolução Mexicana, houve uma grande migração do México a partir do sudoeste dos EUA por milhares, talvez tanto como 10 por cento do total da população mexicana, fugiram da guerra civil, muitos indo para o Texas. Embora tenha havido uma mistura de classes sociais, a maioria era de pobres e analfabetos. Eles foram vistos como mão-de-obra barata no trabalho agrícola. Alguns dos exilados mexicanos que viviam nos Estados Unidos eram intelectuais, doutores e profissionais que escreveram sobre sua experiência sob o governo de Díaz e também se pronunciaram contra Díaz em jornais espanhóis-americanos. Com a  opinião de que Díaz não era apto para governar México, muitas pessoas contrabandearam publicações para o México para mostrar apoio aos mexicanos e incentivar a luta.
Ao fim do século XX, os proprietários dos Estados Unidos, incluindo grandes empresas, se instalaram em cerca de 27 por cento das terras mexicanas.  Em 1910, o investimento industrial americano foi de 45 por cento, empurrando os presidentes William Howard Taft e Woodrow Wilson para intervir em assuntos mexicanos.
Durante a presidência de Porfirio Díaz, documentos encaminhados do consulado dos EUA no México mantiveram o Secretário de Estado, em Washington DC, informado sobre a Revolução Mexicana.  O secretário de Estado disse ao Presidente William Howard Taft do acúmulo à Revolução.  Inicialmente Taft não quis intervir, mas queria manter o governo Díaz no poder para evitar problemas com relações comerciais entre os dois países, como a venda de petróleo entre o México e os Estados Unidos
Cartas do consulado dos EUA foram complementadas por documentos oficiais do governo constantemente mudando de posição durante a Revolução. O secretário de Estado recebeu traduções de documentos afirmando que depois de ter derrubado Díaz, Francisco Madero havia se declarado o próprio presidente do México. Nessa circunstancia, foi enviado a Madero documento com dez plataformas de promessas para o México.
O embaixador dos EUA no México Henry Lane Wilson ajudou a traçar um golpe de Estado em Fevereiro de 1913, conhecido como la decena trágica, que derrubou Francisco I. Madero e instalou Victoriano Huerta.  No entanto, ele fez isso sem a aprovação do presidente eleito dos EUA Woodrow Wilson, que ficou horrorizado com o assassinato de Madero, e fez dele uma prioridade para desestabilizar o regime Huerta.

## Campanhas Militares no México
Os Estados Unidos se envolveram em uma série de campanhas militares no México ou na fronteira México-Estados Unidos.

### Veracruz 1914

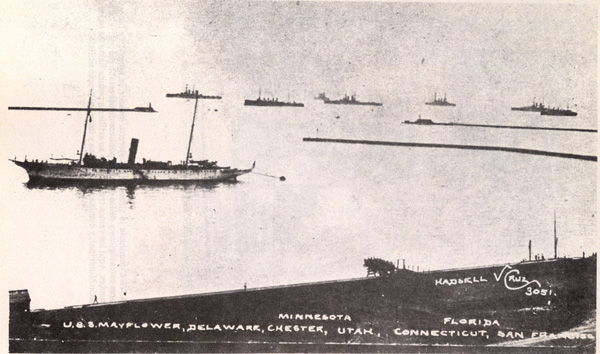
Forças americanas em Veracruz.

Quando agentes dos EUA descobriram que o navio mercante alemão Ypiranga estava transportando ilegalmente armas para o ditador Huerta, o presidente Wilson ordenou tropas para o Porto de Veracruz para parar o navio de acoplagem. O país não declarou guerra contra o México, mas tropas norte-americanas realizaram uma escaramuça contra as forças de Huerta em Veracruz. O Ypiranga conseguiu acostar num outro porto, que enfurecesse Wilson (foi o chamado Incidente Ypiranga).
Em 9 de abril de 1914, oficiais mexicanos do Porto de Tampico, Tamaulipas, prendeu um grupo de marinheiros americanos - incluindo, pelo menos, uma tomada a bordo de seu navio e, assim, a partir do território dos EUA. Depois que o México deixou de pedir desculpas, nos termos que os EUA tinham exigido, a Marinha americana bombardeou o porto de Veracruz e ocupou Veracruz durante sete meses (esse fato foi denominado Incidente de Tampico). A real motivação de Woodrow Wilson foi o desejo de derrubar Huerta, o Incidente de Tampico fez os EUA desestabilizar seu regime e em incentivar os rebeldes.  O Pacto do ABC arbitrou a questão, e os tropas dos EUA deixou o solo mexicano, mas o incidente deixou as relações EUA-México ainda mais tensas.

### México 1916-1917

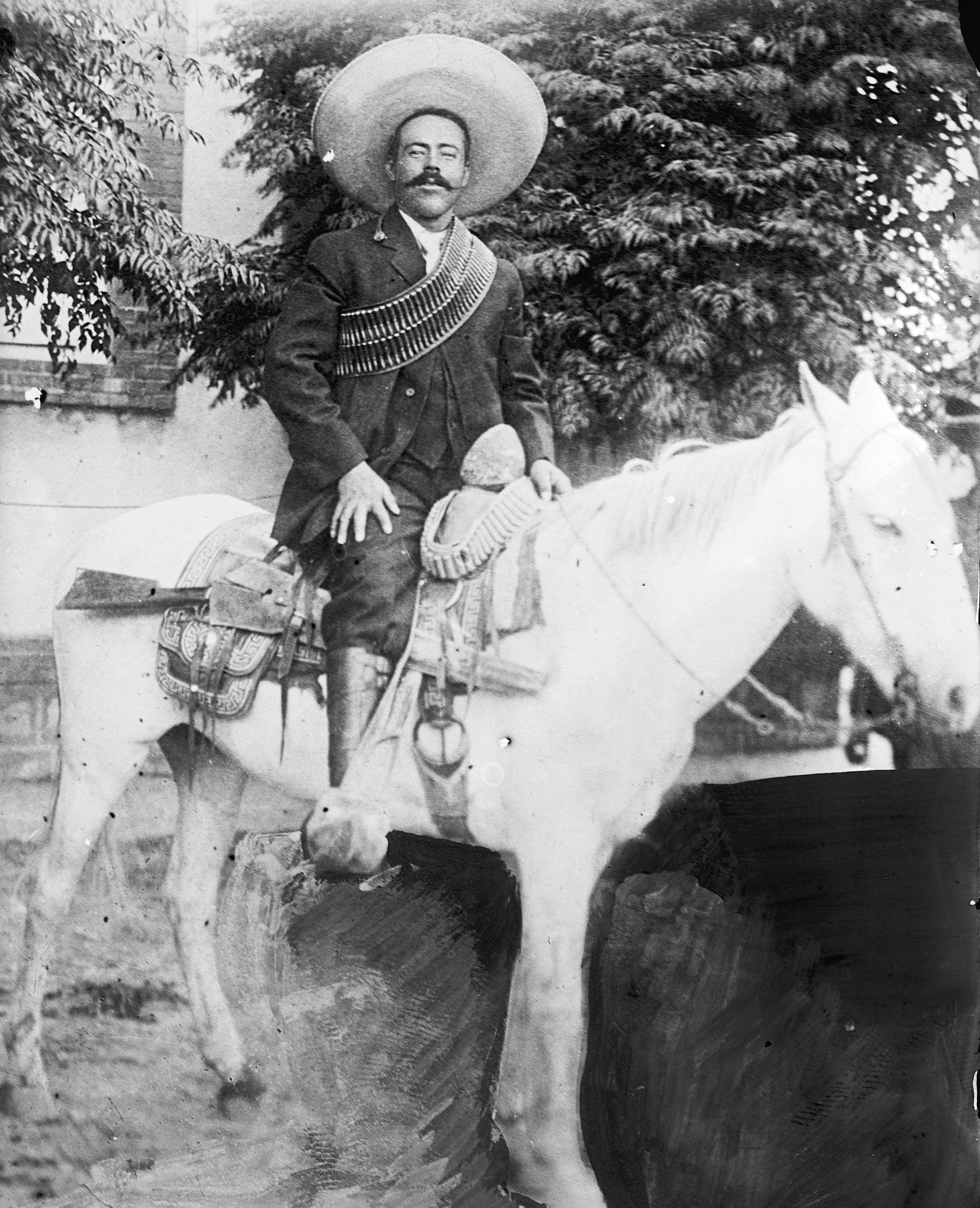
Pancho Villa, um dos líderes da Revolução Mexicana. Os EUA lançaram uma Expedição Punitiva para capturar Villa, após sua invasão ao território americano, a expedição foi um verdadeiro fracasso.

Um número crescente de incidentes fronteiriços, no início de 1916 culminou em uma invasão do território americano, em 8 de março de 1916, quando Pancho Villa e sua faixa de 500 a 1000 homens invadiram Columbus, Novo México, queimando quartéis do exército e roubando lojas. Nos Estados Unidos, Villa passou a representar a violência cega e o banditismo. Os  elementos do 13 ª regimento da Cavalaria repeliu o ataque, mas 14 soldados e dez civis foram mortos. O general John J. Pershing imediatamente organizou uma expedição punitiva de cerca de 10 000 soldados para tentar capturar Villa. Eles gastaram 11 meses (Março de 1916 - Fevereiro de 1917) sem sucesso perseguindo ele, embora não consiga desestabilizar suas forças.  Alguns dos principais comandantes de Villa também foram capturados ou mortos durante a expedição.
Pershing era sujeito às ordens que obrigava-o a respeitar a soberania do México, e foi impedido ainda mais pelo fato do Governo e do povo mexicano ressentirem a invasão. Os elementos avançados da expedição penetraram até Parral, cerca de 400 milhas ao sul da fronteira, mas Villa nunca foi capturado.
A campanha era composta principalmente de dezenas de conflitos menores com pequenas faixas de insurgentes. Houve ainda confrontos com unidades do Exército mexicano, o mais grave foi em 21 junho 1916 na Batalha de Carrizal, onde um descolamento da 10a Cavalaria foi quase destruído. A guerra provavelmente teria sido declarada, se não fosse a situação crítica na Europa (devido a perspectiva de vitória da Alemanha na Primeira Guerra Mundial). Mesmo assim, praticamente todo o exército regular esteve envolvido e, a maioria da Guarda Nacional foi federalizada e concentrou-se na fronteira antes do fim do incidente. As relações  normais com o México foram restauradas eventualmente pela negociação diplomática, e as tropas foram retiradas do México a partir de Fevereiro de 1917.

### 1917-1919
Os conflitos menores com irregulares mexicanos, bem como federais mexicanos, continuaram a perturbar a fronteira EUA-México entre 1917-1919. Embora o incidente com o Telegrama Zimmermann de janeiro de 1917 não levou a uma intervenção direta por parte dos EUA, que ocorreu ao encontro de contexto da Convenção Constitucional e exacerbou as tensões entre a EUA e México. Compromissos militares ocorreram perto de Buena Vista, México em 1 de dezembro de 1917; San Bernardino Canyon, México em 26 de dezembro de 1917; perto do La Grulla, Texas em 9 de janeiro de 1918; em Pilares, México aproximadamente 28 de março de 1918; em Nogales, no Arizona em 27 de agosto de 1918; e próximo a El Paso, Texas em 16 de junho de 1919.